# Спиритуалистическая церковь
Спиритуалисти́ческая церковь — это церковь, связанная с неформальным спиритуалистическим движением, которое возникло в 1840-х годах в Соединенных Штатах Америки. Спиритуалистические церкви действуют по всему миру, но подавляющая их часть находится в англоязычных странах. В Северной Америке большинство этих церквей входят в Национальную ассоциацию спиритуалистических церквей (NSAC), а в Великобритании — в Спиритуалистическую ассоциацию Великобритании (SAGB).
В отличие от англоязычных стран, схожие независимые спиритуалистические организации, расположенные в Латинской и Центральной Америках, Карибском бассейне и странах Африки к югу от Сахары, больше практикуют форму спиритуализма, называемую спиритизмом. Они также претендуют на наименование «церковь спиритуалистов», хотя их собрания проводятся в спиритических центрах, большинство из которых являются не церковными органами, а некоммерческими организациями.

## Возникновение спиритуализма

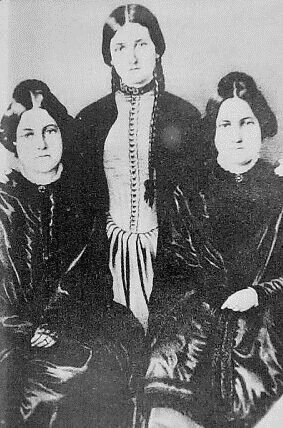
Сёстры Фокс

Учение спиритуализма как формы религиозного движения и медиумизм начали своё становление с 1848 года, после того, как появились сообщения о том, что в Хайдсвилле, Аркадия, Нью-Йорке сёстры Фокс вступили в контакт с невидимой сущностью. К середине XIX века движение достигло Сан-Франциско и Лондона, а широкую известность получили медиумы Леонора Пайпер, Мерси Кэдвалладер, Эмма Хардинг-Бриттен, Флоренс Кук, Элизабет Хоуп и Дэниэл Данглас Хьюм. В 1860 году Аллан Кардек ввёл термин спиритизм, и движение распространилось по всему миру.
К 1897 году только в США и Европе движение спиритуализма насчитывало более 8 миллионов последователей, пережило пик возрождения после Первой мировой войны, а во второй половине XX века постепенно потеряло массовую популярность.
Одним из главных сторонников спиритизма, связанный со спиритуалистическими церквями, был британский писатель XX века, бизнесмен и мировой судья Артур Финдли, завещавший свой особняк в Англии Национальному союзу спиритуалистов (SNU) для основания парапсихологического колледжа.
Практика спиритуализма состоит из коллективных и индивидуальных спиритических сеансов с целью вызова духов умерших людей и общение с ними. Основные положения спиритуализма содержатся в «Декларации принципов», принятой в 1899 году «Национальной ассоциацией спиритуалистских церквей», созданной в 1893 году в Чикаго. По различным оценкам, в мире в настоящее время насчитывается около 20 миллионов последователей спиритуализма.

## Современная практика
Среди современных спиритуалистических церквей нет догматического единообразия, за исключением формальных заявлений о согласии с «Декларацией принципов» 1899 года, которая защищает веру в существование Высшего Разума, бессмертие души и связь между живыми и мертвыми.
Богослужения обычно следуют порядку богослужения, напоминающему протестантизм, с молитвами, чтением Библии и гимнами, но с добавлением медиумической практики. Спиритуалистическую часть службы обычно проводит медиум. Общение с умершими является рутинной процедурой. Термин «спиритический сеанс» сегодня используется редко, обычно говорят о «приёме посланий». Как правило, такие заседания проходят не в затемнённых комнатах, а в ярко освещённых церковных холлах или на открытом воздухе в лагерях спиритуалистов (таких, как Lily Dale в штате Нью-Йорк или Camp Cassadaga во Флориде). Как правило, «посланническая служба» или «демонстрации вечности жизни» (в терминологии служителей) проходят в открытом доступе для всех желающих. Также службы нередко включают сеансы исцеления.
Помимо «духов», имеющих родственное отношение к кому-то из гостей или непосредственно к медиуму, иногда вызываются сущности, связанные с историей данной церкви. В латиноамериканской версии спиритизма сеансы называются «мессами» (misas), а вызываемые на них духи обычно представляются католическими святыми.

### Доктринальные религиозные вариации
Часть спиритуалистических церквей позиционируют спиритуализм как самостоятельную религию, не имеющую никакого отношения к другим религиям. Часть спиритуалистических церквей связаны с христианством. Афроамериканские спиритуалистические церкви обычно практикуют экстатические стили поклонения, истоком которых стали религиозные практики афроамериканских баптистов и пятидесятников.
Есть церкви, базирующиеся на учении американской спиритуалистки XIX века Лифи Андерсон Лифи Андерсон. Они отличаются особыми службами и гимнами с почитанием духа индейского вождя Чёрного Ястреба. Также есть группа спиритуалистических церквей, продвигающих идею самой Вселенной как творца и не обязательно связаных с какой-либо конкретной религиозной доктриной.

### Медиумизм в церквях
Спиритуалисты верят, что после физической смерти аспект личности или разума не исчезает, а продолжает существовать в неком духовном мире. Целью медиума в спиритуалистической церкви является «доказательство выживания» — что умерший человек продолжает существовать, описав его родственникам. Как заявляется, степень точности, с которой описываются умершие, в какой-то мере убеждает родных и друзей, что медиум действительно имеет контакт с духом.
Используя свои способности, медиумы пытаются связаться с духами умерших и предоставить явные доказательства того, что дух, с которым они контактируют, является тем человеком, за которого он себя выдаёт, прежде чем передавать какое-либо «сообщение» от него. Это могут быть подробности о том, где человек жил, детали перенесенных болезней, события, известные только тому, кому передается информация. Эта часть происходящего называется «открытием».

### Целительные практики
В некоторых спиритуалистических церквях практикуется спиритуалистическое исцеление. Эта форма медиумизма декларируется как направление «целительной энергии» к пациенту из духовного мира. Утверждается, что нередко здоровье пациента восстанавливается частично и даже полностью.

## По странам

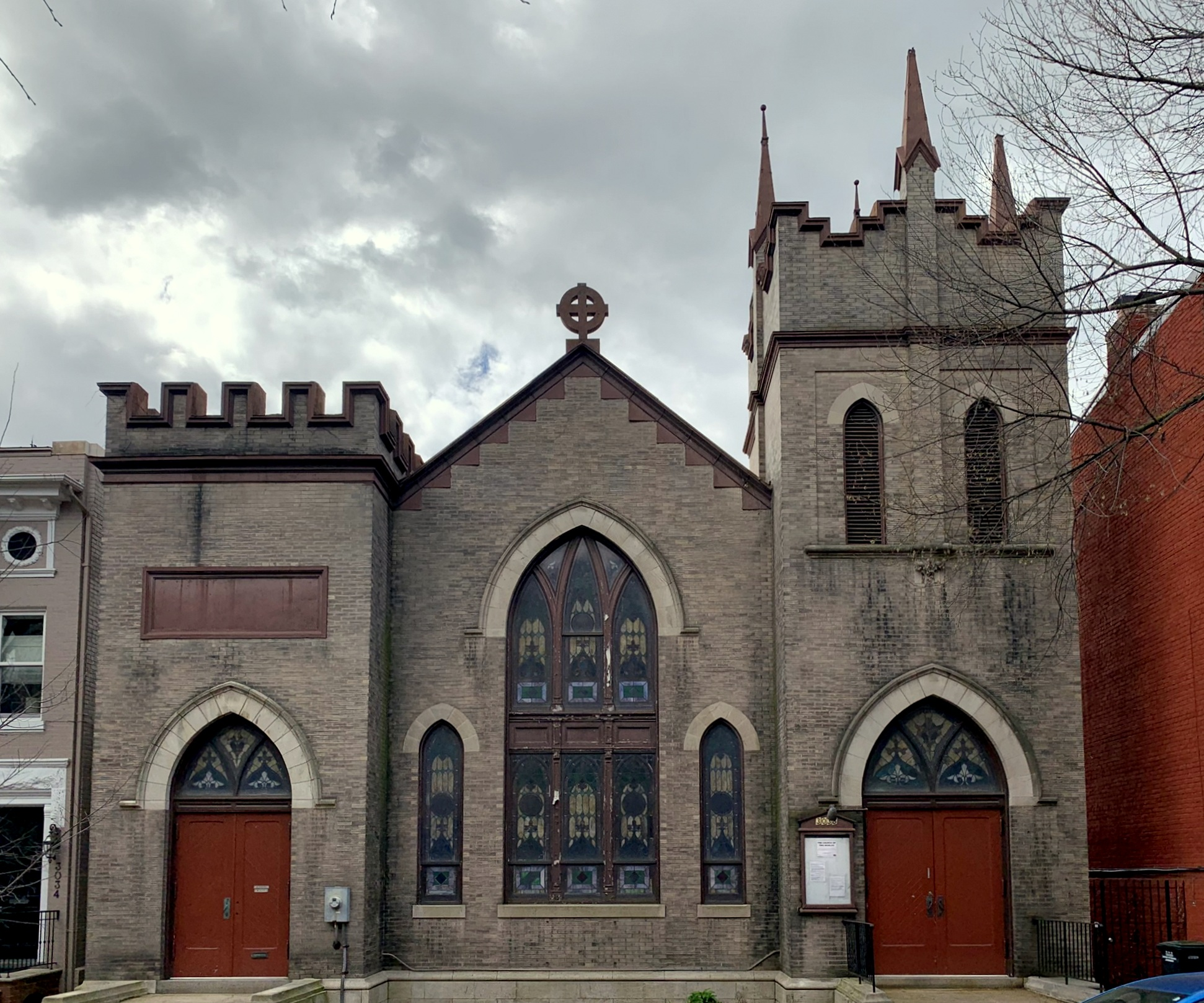
Церковь Двух миров в Джорджтауне

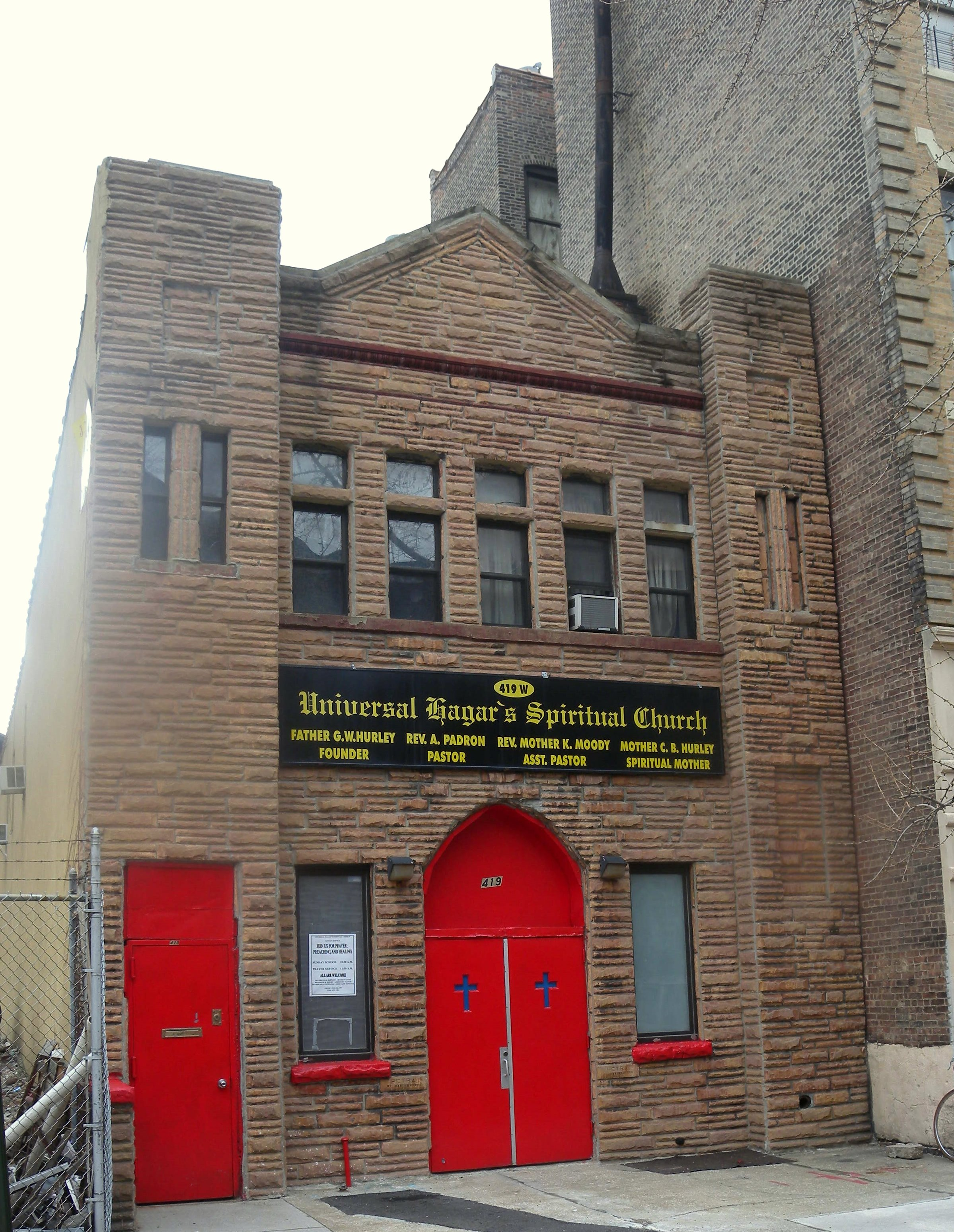
Вселенская Духовная Церковь Агари, Манхэттен

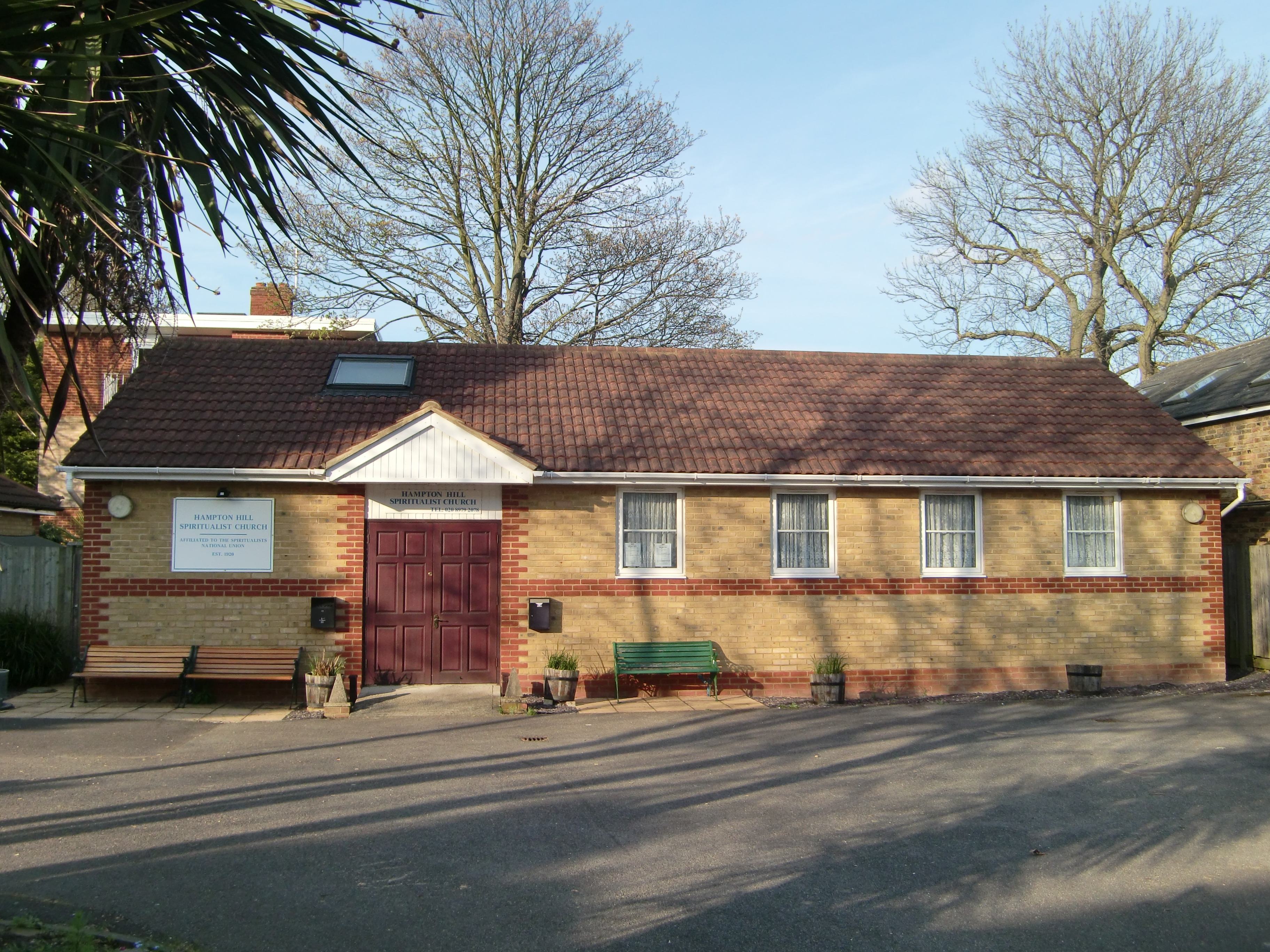
Одна из спиритуалистических церквей в Лондоне

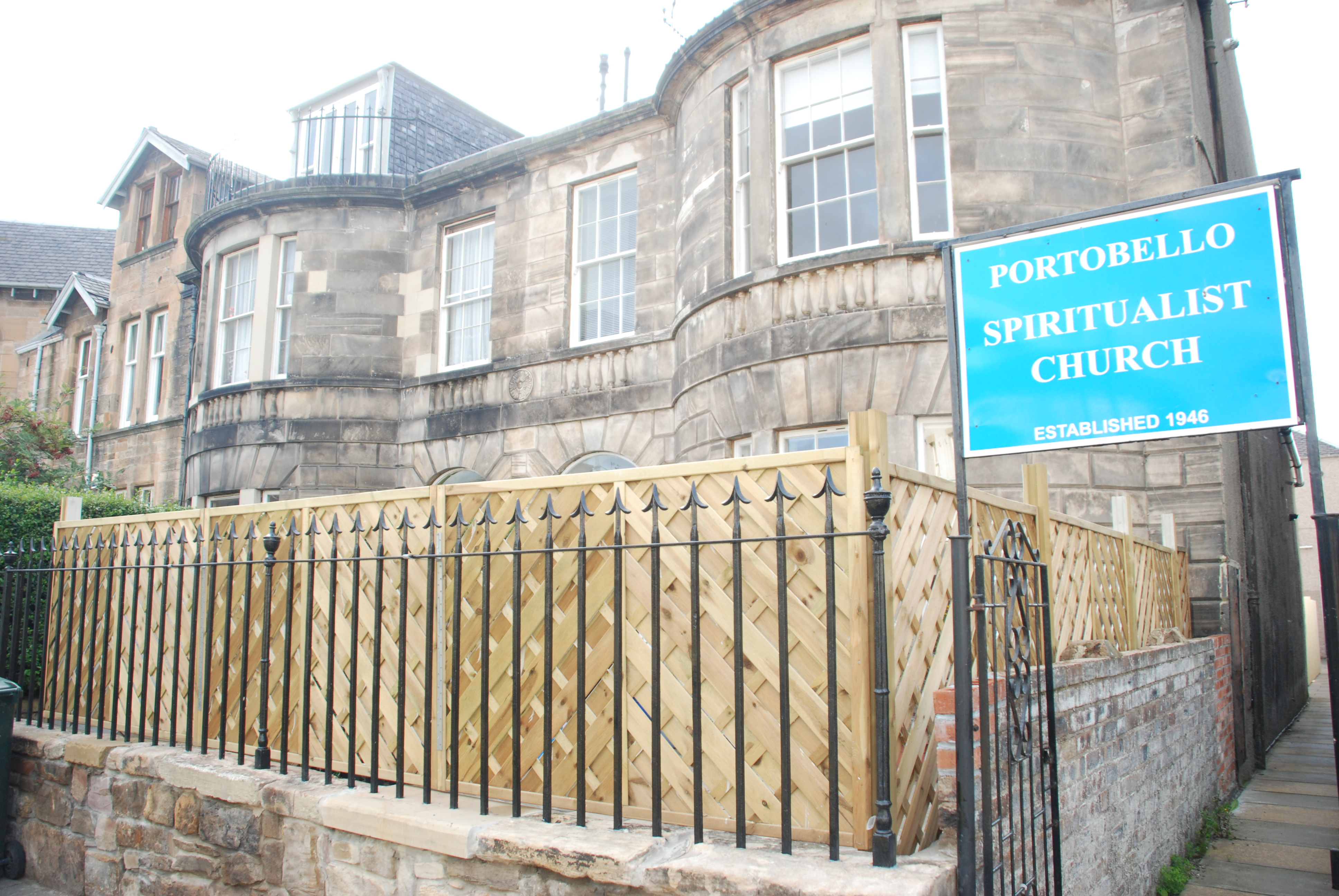
Спиритуалистическая церковь в Шотландии

### В мире
Церкви спиритуалистов существуют в Австралии, Новой Зеландии, Канаде, Южно-Африканской Республике, Швеции. Спиритуалистические неформальные группы функционируют в скандинавских странах, Италии, Германии, Австрии, Венгрии, Нидерландах, Бельгии, Испании, Португалии и Исландии, Японии и Южной Корее. Многие из этих групп, а также отдельные лица, являются членами Международной федерации спиритуалистов (ISF), которая была основана в Бельгии в 1923 году.
В Австралии наряду с независимыми спиритуалистическими церквями сосуществуют Ассоциация христианских духовных церквей Австралии (ACSCOA), Международный совет спиритуалистов (ICS), Церковь объединённого спиритуализма Австралии (USoA) и Союз спиритуалистов Виктории (VSU). В Канаде также наряду с независимыми церквями действует Спиритуалистическая церковь Канады (SCC), основанная в 1974 году.

### Соединённые Штаты
Почти половина спиритуалистических церквей США связаны с Национальной ассоциацией спиритуалистических церквей (NSAC), Национальным духовным альянсом (TNSA) или Объединённой спиритуалистической церковной ассоциацией (USCA). Другая половина являются независимыми церквями.
При спиритуалистических церквях США обычно имеется образовательное подразделение, называемое «лицеем». Эти лицеи организовывают преподавание истории и доктрины спиритуализма вне времени литургических служб и обеспечивают приглашение лекторов и медиумов.
В американской спиритуалистической церковной традиции, в отличие британской, уже с XIX века развилась и функционирует до сегодняшнего дня широкая сеть спиритуалистических лагерей, организуемых городскими спиритуалистическими церквями. Эти сельские лагеря находятся в живописных местах по всей территории США, позволяя семьям спиритуалистов проводить летние каникулы на лоне природы, посещая лекции спиритуалистов и встречаясь с приглашенными медиумами. Среди самых известных спиритуалистических лагерей — Lily Dale Assembly в Лили-Дейл в штате Нью-Йорк, Camp Cassadaga во Флориде, On-I-Set-Wigwam Spiritualist Camp в Массачусетсе, Camp Chesterfield в штате Индиана, Sunset Spiritualist Camp в Канзасе и Wonewoc Spiritualist Camp в Висконсине.

### Великобритания
К 1870-м годам в США и Великобритании существовало множество спиритуалистических обществ и церквей, национальной организации медиумов не было. В 1891 году появилась Национальная федерация спиритуалистов (NFS), которая в 1902 году была переименована в Национальный союз спиритуалистов (SNU).
Дэниел Хьюм, один из самых известных медиумов второй половины XIX века, сделал спиритуализм модным среди аристократии. Столоверчение стало популярным увлечением, в том числе даже в Букингемском дворце.
К 1924 году существовало уже 309 спиритуалистических церквей, связанных с SNU или одной из многих других организаций. С 1920 по 1938 год в Лондоне существовал Британский колледж психических исследований (1920—1947), и существующий до настоящего времени колледж Артура Финдли.
В 1957 году спиритуалистические церкви в Великобритании разделились на Национальный союз спиритуалистов, считавший спиритуализм религией, и на приверженцев христианского спиритуализма. Церкви Национального союза спиритуалистов составляют подавляющее большинство и связаны с Спиритуалистической ассоциацией Великобритании (SAGB). Церкви христианских спиритуалистов в основном связаны с Большой всемирной христианской спиритуалистической ассоциацией (GWCSA). Другие спиритуалистические группы в Великобритании включают Ложу Белого Орла, Институт спиритуалистов-медиумов и Общество Ноева Ковчега (NAS).
На сегодняшний в Соединённом Королевстве действует около 500 спиритуалистических церквей.

### Церкви афроамериканских спиритуалистов
В США в 1922 году, во время усиления расовой сегрегации, Национальная ассоциация спиритуалистических церквей (NSAC) исключила своих афроамериканских членов. Тогда темнокожие спиритуалисты сформировали свою национальную организацию под названием Ассоциация цветных спиритуалистов церквей (CSAC), в которую вошли церкви в Чикаго, Детройте, Филадельфии, Нью-Йорке и других местах. На сегодняшний день афроамериканские спиритуалистические церкви, называющие себя духовным церковным движением, включают в себя различные конфессиональные направления: Африканская культурно-националистическая универсальная духовная церковь Агари и протестантско-ориентированные направления.
В отличие от спиритуалистических церквей NSAC, церкви афроамериканских спиритуалистов не организовывают спиритуалистические лагеря и не поддерживают систему «лицеев» внелитургического образования.